# المرجة الزرقاء

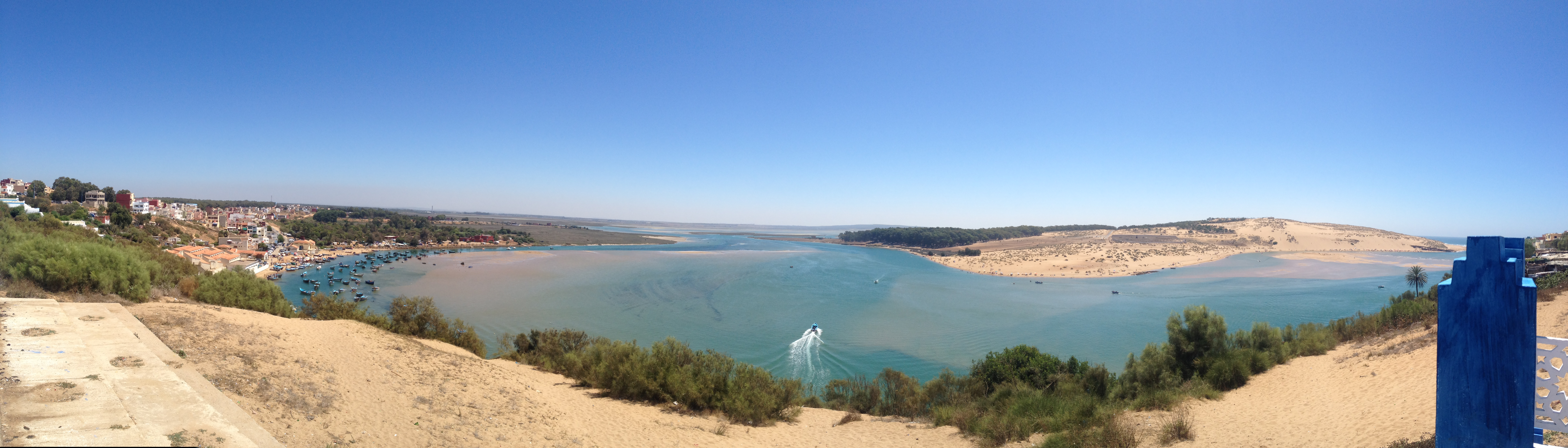
المرجة الزرقاء

تعتبر بحيرة المرجة الزرقاء إحدى أجمل وأغنى المناطق الرطبة بالمغرب كما تعتبر من المناطق العالمية المحمية، غير أن أخطارا متعددة تهدد ماءها ومرعاها وأسماكها وطيورها النادرة.

## الموقع
تتواجد «المرجة الزرقاء» على بعد 120 كلم شمال الرباط على شاطئ مولاي بوسلهام بساحل المحيط الأطلسي، وتبلغ مساحتها 11420 هكتارا منها 7300 هكتار محمية بيولوجية و6800 هكتار من الأراضي الصالحة للزراعة.
وأصبحت هذه البحيرة محمية بيولوجية منذ سنة 1978، غير أن اتفاقية رامسار التي انضم إليها المغرب سنة 1980 جعلت منها محمية عالمية.
وقد شهدت مدينة رامسار الإيرانية المحاذية بحر قزوين عقد مؤتمر عالمي لتحديد المحميات البيولوجية الطبيعية الرطبة في العالم، وهي مساحات من المستنقعات أو المياه الطبيعية أو الاصطناعية الدائمة أو المؤقتة، يكون فيها الماء راكدا، أو جاريا عذبا أو مالحا.

## أسماك وطيور نادرة
حسب توضيحات الأستاذة عائشة ديرا، عضوة جمعية نادي الكروان وجمعية مدرسي علوم الحياة والأرض بالمغرب، تبلغ نسبة المياه المالحة بـ"المرجة الزقاء" 98%، ونسبة المياه السطحية التي تزودها بالمياه العذبة 1.48% ونسبة المياه الجوفية 0.3%، كما أن كلا من وادي الضراضر وقناة الناظور يمدانها بمياه عذبة".
وتتوفر المرجة الزرقاء على تنوع حيواني هام، وتستقبل سنويا أكثر من 150 ألف طائر، موزعة على 82 نوعا من بينها 16 صنفا نادرا أو مهددا بالانقراض.
وأشهر طائر بالمحمية هو طائر كروان ذو المنقار الدقيق، الذي يبلغ طوله 40 سنتمتر وتزين صدره وجوانبه بقع دائرية تميزه عن طيور الكروان الأخرى، وهو نوع على حافة الانقراض، لوحظ في السنوات الأخيرة بـ«المرجة الزرقاء»، مما زاد من أهميتها.
و طائر الكروان من الطيور المعروفة بسيبيريا إلى حدود شتاء سنوات الستينيات، ومنذ ذلك الحين عرف انخفاضا خطيرا، إذ لم يشاهد إلا 17 مرة خلال كل سنوات السبعينيات.
وكانت مصادفته خلال الثمانينيات شيئا نادرا، ولم تحصل إلا في السواحل المغربية خاصة بـ«المرجة الزرقاء»، وفي مرجة سيدي موسى بالواليدية جنوب الدار البيضاء، وبمصبات بعض الوديان كوادي اللوكوس بالعرائش شمال المغرب، وماسة وسوس جنوب المغرب.
وتعد محمية المرجة الزرقاء أيضا فضاء لتكاثر الأسماك، خاصة الرخويات التي تبلغ أنواعها 173 نوعا، كما أن بها أنواعا من النباتات المهمة والنادرة مثل الأسل الذي يستعمله سكان المناطق المجاورة في صناعة الحصير.
ويبلغ عدد السكان حول المرجة الزرقاء 20 ألف نسمة موزعين على 16 بلدة، ويعتمدون في معيشتهم على استغلال الموارد الطبيعية عن طريق الصيد والفلاحة والسياحة وتربية المواشي.

## أخطار وتهديدات
حسب الصندوق العالمي للطبيعة وجمعية مدرسي علوم الحياة والأرض بالمغرب، فإن المرجة الزرقاء تهددها أخطار متنوعة، منها استغلال المياه الجوفية للزراعة، وهو ما أدى إلى انخفاض مستوى السديمة التي تغذي المرجة الزرقاء وارتفاع ملوحتها.
ومن الأخطار أيضا مخلفات الأسمدة الكيماوية والمبيدات الملوثة، وبقايا البلاستيك المستعمل في الزراعة الحديثة.
ويؤدي الرعي الجائر بجوانب المحمية إلى نقص الغطاء النباتي وتدمير أعشاش الطيور وإزعاجها خلال عملية الحضانة، بالإضافة إلى أخطار أخرى مثل التجوال بالمراكب والنشاط السياحي، وإحداث بعض المنشآت مثل قناة مائية اصطناعية والطريق السيار والزحف العمراني العشوائي.